# Campionati mondiali di canoa/kayak 1995
I 27esimi Campionati mondiali di canoa/kayak si sono svolti a Duisburg (Germania) nel 1995.

## Medagliere
| Pos. | Paese       | Oro | Argento | Bronzo | Totale |
| ---- | ----------- | --- | ------- | ------ | ------ |
| 1    | Ungheria    | 9   | 4       | 2      | 15     |
| 2    | Germania    | 3   | 5       | 5      | 13     |
| 3    | Canada      | 2   | 2       | 1      | 5      |
| 4    | Polonia     | 2   | 1       | 4      | 7      |
| 5    | Bulgaria    | 2   | 0       | 2      | 4      |
| 6    | Italia      | 2   | 0       | 0      | 2      |
| 7    | Romania     | 1   | 3       | 1      | 5      |
| 8    | Russia      | 1   | 1       | 1      | 3      |
| 9    | Norvegia    | 1   | 1       | 0      | 2      |
| 10   | Stati Uniti | 1   | 0       | 0      | 1      |
| 11   | Rep. Ceca   | 0   | 3       | 0      | 3      |
| 12   | Svezia      | 0   | 1       | 4      | 5      |
| 13   | Bielorussia | 0   | 1       | 0      | 1      |
| 13   | Moldavia    | 0   | 1       | 0      | 1      |
| 13   | Australia   | 0   | 1       | 0      | 1      |
| 13   | Cina        | 0   | 1       | 0      | 1      |
| 17   | Ucraina     | 0   | 0       | 1      | 1      |
| 17   | Lettonia    | 0   | 0       | 1      | 1      |
| 17   | Francia     | 0   | 0       | 1      | 1      |

## Medaglie Canoa

### C1 200m
| Posizione | Atleta           | Paese    | Tempo |
| --------- | ---------------- | -------- | ----- |
|           | Nikolay Bukhalov | Bulgaria |       |
|           | Thomas Zereske   | Germania |       |
|           | Michał Śliwiński | Ucraina  |       |

### C1 500m
| Posizione | Atleta           | Paese     | Tempo |
| --------- | ---------------- | --------- | ----- |
|           | Nikolay Bukhalov | Bulgaria  |       |
|           | Martin Doktor    | Rep. Ceca |       |
|           | Imre Pulai       | Ungheria  |       |

### C1 1000m
| Posizione | Atleta            | Paese     | Tempo |
| --------- | ----------------- | --------- | ----- |
|           | Imre Pulai        | Ungheria  |       |
|           | Martin Doktor     | Rep. Ceca |       |
|           | Ivans Klementjevs | Lettonia  |       |

### C2 200m
| Posizione | Atleta                            | Paese    | Tempo |
| --------- | --------------------------------- | -------- | ----- |
|           | György Kolonics Csaba Horváth     | Ungheria |       |
|           | Thomas Zereske Marc Eschelbach    | Germania |       |
|           | Martin Marinov Blagovest Stoyanov | Bulgaria |       |

### C2 500m
| Posizione | Atleta                             | Paese    | Tempo |
| --------- | ---------------------------------- | -------- | ----- |
|           | György Kolonics Csaba Horváth      | Ungheria |       |
|           | Nicolae Juravschi Viktor Renejskij | Moldavia |       |
|           | Andreas Dittmer Gunar Kirchbach    | Germania |       |

### C2 1000m
| Posizione | Atleta                          | Paese    | Tempo |
| --------- | ------------------------------- | -------- | ----- |
|           | György Kolonics Csaba Horváth   | Ungheria |       |
|           | Antonel Borșan Marcel Glăvan    | Romania  |       |
|           | Andreas Dittmer Gunar Kirchbach | Germania |       |

### C4 200m
| Posizione | Atleta                                                       | Paese     | Tempo |
| --------- | ------------------------------------------------------------ | --------- | ----- |
|           | Ervin Hoffmann Attila Szabó György Kolonics Csaba Horváth    | Ungheria  |       |
|           | Petr Prochazka Tomas Krivanek Roman Dittrich Waldemar Fibigr | Rep. Ceca |       |
|           | Olivier Boivin Sylvain Oyer Éric le Leuch Benoit Bernard     | Francia   |       |

### C4 500m
| Posizione | Atleta                                                         | Paese    | Tempo |
| --------- | -------------------------------------------------------------- | -------- | ----- |
|           | György Kolonics Csaba Horváth Ervin Hoffmann Attila Szabó      | Ungheria |       |
|           | Cosmin Pasca Marcel Glăvan Antonel Borșan Florin Popescu       | Romania  |       |
|           | Ruben Nikolov Atanas Angelov Stanimir Atanasov Dmitar Atanasov | Bulgaria |       |

### C4 1000m
| Posizione | Atleta                                                    | Paese    | Tempo |
| --------- | --------------------------------------------------------- | -------- | ----- |
|           | Marcel Glăvan Cosmin Pasca Antonel Borșan Florin Popescu  | Romania  |       |
|           | Gaspar Boldizsar Ferenc Novak Csaba Huttner György Zala   | Ungheria |       |
|           | Ulrich Papke Patrick Schulze Christian Gille Jens Lubrick | Germania |       |

## Medaglie Kayak

### K1 200m
| Posizione | Atleta           | Paese       | Tempo |
| --------- | ---------------- | ----------- | ----- |
|           | Piotr Markiewicz | Polonia     |       |
|           | Sergei Kalesnik  | Bielorussia |       |
|           | Renn Chrichlov   | Canada      |       |

| Posizione | Atleta          | Paese    | Tempo |
| --------- | --------------- | -------- | ----- |
|           | Rita Kőbán      | Ungheria |       |
|           | Caroline Brunet | Canada   |       |
|           | Anna Olsson     | Svezia   |       |

### K1 500m
| Posizione | Atleta           | Paese    | Tempo |
| --------- | ---------------- | -------- | ----- |
|           | Piotr Markiewicz | Polonia  |       |
|           | Knut Holmann     | Norvegia |       |
|           | Geza Magyar      | Romania  |       |

| Posizione | Atleta             | Paese    | Tempo |
| --------- | ------------------ | -------- | ----- |
|           | Rita Kőbán         | Ungheria |       |
|           | Caroline Brunet    | Canada   |       |
|           | Susanne Gunnarsson | Svezia   |       |

### K1 1000m
| Posizione | Atleta         | Paese     | Tempo |
| --------- | -------------- | --------- | ----- |
|           | Knut Holmann   | Norvegia  |       |
|           | Clint Robinson | Australia |       |
|           | Lutz Liwowski  | Germania  |       |

### K2 200m
| Posizione | Atleta                         | Paese       | Tempo |
| --------- | ------------------------------ | ----------- | ----- |
|           | Stein Jorgensen John Mooney    | Stati Uniti |       |
|           | Romica Serban Daniel Stoian    | Romania     |       |
|           | Zsolt Gyulai Krisztián Bártfai | Ungheria    |       |

| Posizione | Atleta                                     | Paese  | Tempo |
| --------- | ------------------------------------------ | ------ | ----- |
|           | Corrina Kennedy Marie-Josèe Gilbeau-Oumeet | Canada |       |
|           | Susanne Rosenqvist Susanne Gunnarsson      | Svezia |       |
|           | Larissa Kosorukova Tatiana Tichtchenko     | Russia |       |

### K2 500m
| Posizione | Atleta                          | Paese    | Tempo |
| --------- | ------------------------------- | -------- | ----- |
|           | Beniamino Bonomi Daniele Scarpa | Italia   |       |
|           | Zsolt Gyulai Krisztián Bártfai  | Ungheria |       |
|           | Maciej Freimut Adam Wysocky     | Polonia  |       |

| Posizione | Atleta                                | Paese    | Tempo |
| --------- | ------------------------------------- | -------- | ----- |
|           | Ramona Portwich Anett Schuck          | Germania |       |
|           | Izabella Dylewska Elzbieta Urbanczyk  | Polonia  |       |
|           | Susanne Rosenqvist Susanne Gunnarsson | Svezia   |       |

### K2 1000m
| Posizione | Atleta                               | Paese    | Tempo |
| --------- | ------------------------------------ | -------- | ----- |
|           | Antonio Rossi Daniele Scarpa         | Italia   |       |
|           | Kay Bluhm Torsten Gutsche            | Germania |       |
|           | Grzegorz Kotowicz Dariusz Białkowski | Polonia  |       |

### K4 200m
| Posizione | Atleta                                                      | Paese    | Tempo |
| --------- | ----------------------------------------------------------- | -------- | ----- |
|           | Krisztián Bártfai Gyula Kajner Antal Páger Gábor Pantokai   | Ungheria |       |
|           | Anatolij Tiščenko Oleg Gorobij Sergey Verlin Viktor Denisov | Russia   |       |
|           | Thomas Reineck Mark Zabel Jan Günther Andreas Wohlebe       | Germania |       |

| Posizione | Atleta                                                                  | Paese    | Tempo |
| --------- | ----------------------------------------------------------------------- | -------- | ----- |
|           | Caroline Brunet Alison Herst Corrina Kennedy Marie-Josèe Gilbeau-Oumeet | Canada   |       |
|           | Manuela Mucke Ramona Portwich Birgit Fischer Anett Schuck               | Germania |       |
|           | Anna Olsson Ingela Ericsson Maria Haglund Susanne Rosenqvist            | Svezia   |       |

### K4 500m
| Posizione | Atleta                                                               | Paese    | Tempo |
| --------- | -------------------------------------------------------------------- | -------- | ----- |
|           | Viktor Denisov Anatolij Tiščenko Sergey Verlin Oleg Gorobij          | Russia   |       |
|           | Detlef Hoffmann Mark Zabel Thomas Reineck Mario van Appen            | Germania |       |
|           | Grzegorz Kotowicz Marek Witkovski Grzegorz Kaleta Dariusz Białkowski | Polonia  |       |

| Posizione | Atleta                                                    | Paese    | Tempo |
| --------- | --------------------------------------------------------- | -------- | ----- |
|           | Birgit Fischer Ramona Portwich Manuela Mucke Anett Schuck | Germania |       |
|           | Bang-di Xiang Gao-bei Bei Dong Ying Zhang Qin             | Cina     |       |
|           | Éva Dónusz Kinga Dekany Rita Kőbán Szilvia Mednyanszky    | Ungheria |       |

### K4 1000m
| Posizione | Atleta                                                                     | Paese    | Tempo |
| --------- | -------------------------------------------------------------------------- | -------- | ----- |
|           | Detlef Hoffmann Mark Zabel Thomas Reineck Rene Pflugmacher                 | Germania |       |
|           | Zsolt Gyulai Attila Ábrahám Gábor Szabó Krisztián Bártfai                  | Ungheria |       |
|           | Grzegorz Kotowicz Marek Witkovski Peter Grzegorz Kaleta Dariusz Białkowski | Polonia  |       |